# 聖路易希洛特佩克
聖路易希洛特佩克（西班牙語：San Luis Jilotepeque），是危地馬拉的城鎮，位於該國東南部，由哈拉帕省負責管轄，面積296平方公里，海拔高度792米，2002年人口20,696，人口密度每平方公里69.92人。
14°39′N 89°44′W / 14.650°N 89.733°W